# Brigitte Benkemoun
Brigitte Benkemoun est une journaliste et écrivain française née à Oran le 27 mai 1959.

## Vie professionnelle
Elle a été rédactrice en chef de l’émission Mots croisés sur France 2, précédemment chef des informations à France Inter, rédactrice en chef de Ripostes sur France 5, Nous ne sommes pas des anges et En aparté sur Canal+, après avoir été longtemps journaliste à Europe 1. Elle participe également à la création de Zurban en tant que rédactrice en chef adjointe.
Brigitte Benkemoun se consacre désormais à l'écriture tout en organisant des événements culturels à la villa Benkemoun à Arles, construite en 1970 par l'architecte Émile Sala pour ses parents, Simone et Pierre Benkemoun, et labellisée Patrimoine du XXe siècle par le ministère de la Culture en 2015. La villa est restaurée en 2017.
En 2019, son livre Je suis le carnet de Dora Maar est en lice pour le prix Renaudot.

## Vie personnelle
Elle est l'épouse du réalisateur de documentaire Thierry Demaizière, et la mère de Pierre Demaizière et Joséphine Demaizière